# بوب تاكر (مدرب رياضي)
بوب تاكر (بالإنجليزية: Bob Tucker)‏ هو مدرب رياضي أمريكي، ولد في 1943 في ساندوسكي في الولايات المتحدة، وتوفي في 2017 في وورثينغتون في الولايات المتحدة.